# Dan Rostenkowski

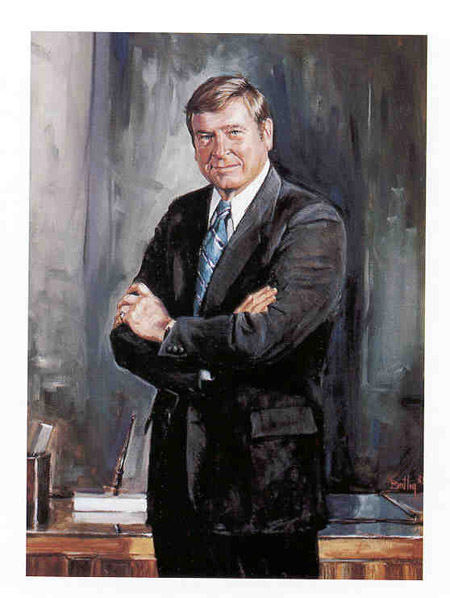
Dan Rostenkowski (Porträt, 1983)

Daniel David Rostenkowski (* 2. Januar 1928 in Chicago, Illinois; † 11. August 2010 in Powers Lake, Wisconsin) war ein US-amerikanischer Politiker der Demokratischen Partei, der 36 Jahre Mitglied des US-Repräsentantenhauses für Illinois und von 1981 bis 1995 Vorsitzender des einflussreichen Committee on Ways and Means war.

## Biografie
Daniel „Dan“ Rostenkowski, der Sohn eines langjährigen Mitglied des Rates des Cook County, schloss 1946 die St. John’s Military Academy ab und leistete anschließend bis 1948 seinen Militärdienst in der Infanterie der US Army in Korea. Nach seiner Rückkehr in die USA begann er ein Studium an der Loyola University Chicago.
Noch während des Studiums begann er seine politische Laufbahn in der Demokratischen Partei und war 1952 nicht nur Delegierter zur Illinois Democratic Convention, sondern wurde auch als Abgeordneter in das Repräsentantenhaus von Illinois gewählt. Bei den nächsten Staatswahlen wurde er 1954 zum Mitglied des Staatssenats gewählt, dem er für eine Wahlperiode bis 1956 angehörte.
1958 wurde er erstmals in das US-Repräsentantenhaus gewählt und vertrat dort nach 17 darauffolgenden Wiederwahlen vom 3. Januar 1959 bis zum 3. Januar 1995 die Interessen des 8. sowie zuletzt von 1993 bis 1995 des 5. Kongresswahlbezirks von Illinois. Daneben war er 1960, 1964, 1968, 1972 und 1976 jeweils Delegierter der Democratic National Convention zur Nominierung des Präsidentschaftskandidaten der Demokraten.
Am 3. Januar 1981 wurde er Vorsitzender des einflussreichen Ausschusses für Wege und Mittel (US House Committee on Ways and Means) und behielt diese Funktion bis zu seinem Ausscheiden aus dem Repräsentantenhaus am 3. Januar 1995. Damit war Danny Rostenkowski als „Mr. Chairman“ maßgeblich an zahlreichen Gesetzgebungsverfahren in der Haushalts-, Finanz- und Steuerpolitik, sondern auch in den sozialen Sicherungssystemen und einigen familienpolitischen Themenbereichen beteiligt. Eines der wichtigsten Gesetzgebungsverfahren seiner Amtszeit war dabei das Steuerreformgesetz von 1986 (Tax Reform Act 1986), eine der durchgreifendsten und komplexesten Steuerreformen der USA. Daneben war er gleichzeitig von 1981 bis 1991 Vorsitzender des Gemeinsamen Steuerausschusses von Repräsentantenhaus und Senat (Congress Joint Committee on Taxation).
Seine politische Laufbahn endete plötzlich und unerwartet, als 1994 Vorwürfe der Bestechlichkeit und Vorteilsnahme im sogenannten „Congressional Post Office Scandal“ erhoben wurden, die er jedoch zunächst bestritt. Nach seiner Niederlage bei den Kongresswahlen 1994 räumte er jedoch diese Vorwürfe ein, bekannte sich im darauffolgenden Gerichtsverfahren schuldig und wurde zu 17 Monaten Haft im Wisconsin Federal Prison verurteilt, wobei er die letzten zwei Monate als Freigänger verbüßte.
Nachdem er 2000 von US-Präsident Bill Clinton vollständig begnadigt wurde, beschäftigte er sich als Außenstehender mit Politik und war zuletzt auch Kommentator beim Fernsehsender WFLD.